# Vestingwerken van Lochem
De vestingwerken van Lochem waren de militaire versterkingen rondom de Nederlandse stad Lochem. Deze vestingwerken werden in de middeleeuwen aangelegd maar speelden vanaf eind 17e eeuw geen rol van betekenis meer. De contouren van de voormalige stadsgracht en wallen zijn echter nog steeds goed zichtbaar in het stratenplan van Lochem.

## Geschiedenis
Lochem werd in 1233 dankzij diverse toegekende vrijheden een minderstadt. In 1277 was Lochem tot een volwaardige stad uitgegroeid. De 13e-eeuwse versterkingen bestonden waarschijnlijk uit een gracht en een aarden wal met een palissade. Begin 14e eeuw waren er ook al stadspoorten. In 1330 kreeg Lochem het recht om een stenen stadsmuur te bouwen.

### Strijd om Gelre
Tussen het hertogdom Gelre en de Habsburgse Nederlanden woedden in de 16e eeuw de Gelderse Oorlogen. In 1505 nam Maximiliaan van Habsburg de stad Lochem in, maar Karel van Gelre heroverde Lochem al een jaar later. In 1543 lijfde keizer Karel V het hertogdom Gelre in en hij gaf Maximiliaan van Egmond opdracht om Lochem in te nemen. Na een korte beschieting door de belegeraars gaf Lochem zich gewonnen.

### Aanpassingen aan de vesting

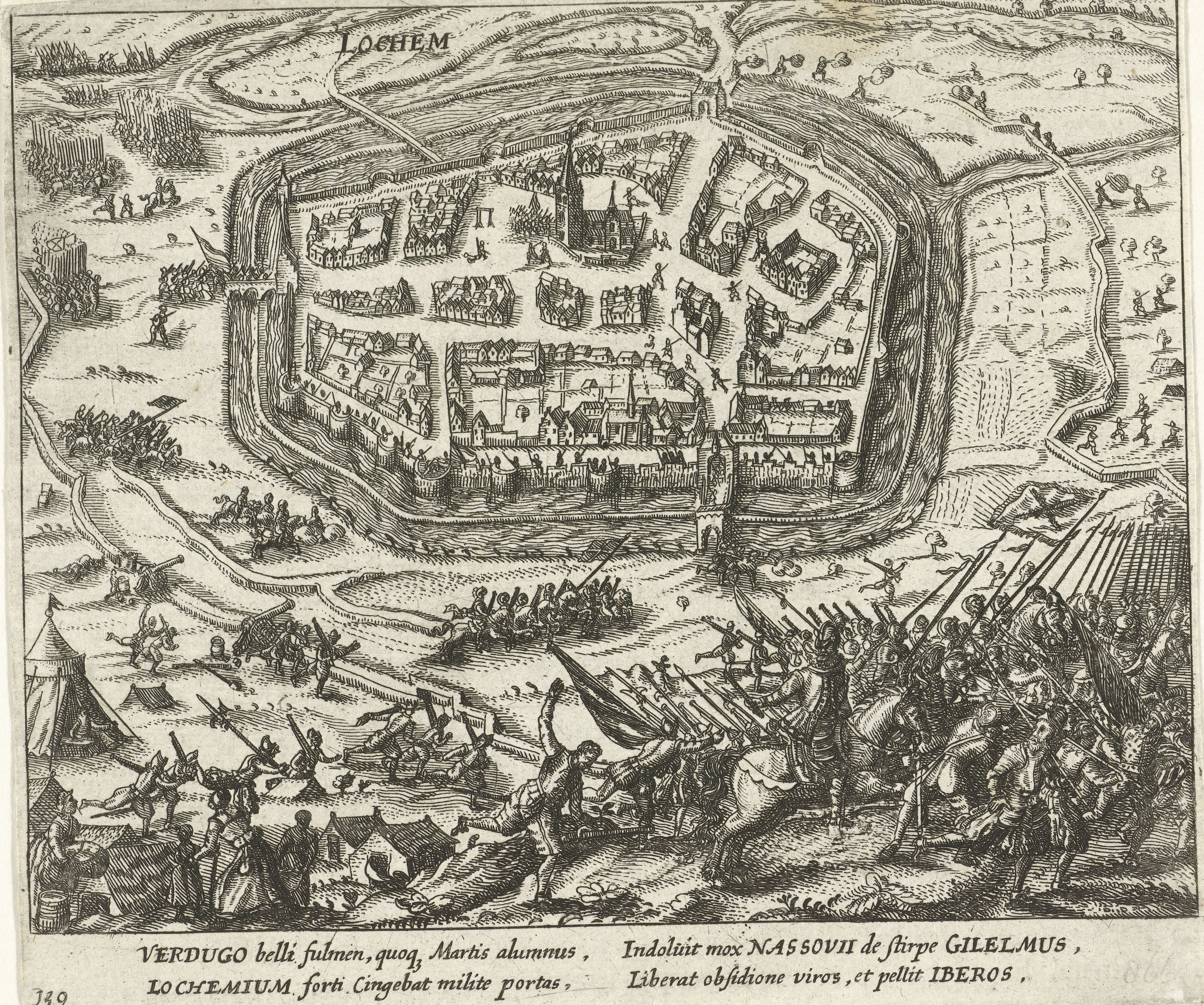
Het beleg van 1582

Willem van Noort werkte midden 16e eeuw aan de vestingwerken van Lochem, maar het is onbekend wat hij precies heeft aangepast. Wel bekend zijn de aanpassingen die Marcellus Keldermans aan de vestingwerken uitvoerde tussen 1548 en 1555: hij liet een tweede gracht uitgraven en voegde diverse rondelen toe. 

### Tachtigjarige Oorlog
In 1568 was de Tachtigjarige Oorlog uitgebroken. Lochem koos in 1572 de zijde van de Opstand, maar na de bezetting van het nabijgelegen Zutphen door de Spanjaarden moest Lochem van kant wisselen. In 1576 kwam Lochem echter opnieuw onder Staats bewind. De stad wist het beleg van 1582 door de Spaanse bevelhebber Verdugo te weerstaan en werd door een Staats leger ontzet. 
Op aanraden van prins Maurits werd de vesting van Lochem in 1605 door Albertus Metius versterkt. Toch wist Spinola in 1606 de stad in te nemen, maar eind dat jaar kwam Lochem weer in handen van de Republiek.
In 1607 verklaarden zowel de Republiek als de Spaanse overheid dat Lochem neutraal was. Dit zal te maken hebben gehad met de slechte verdedigbaarheid van Lochem die er voor zorgde dat geen van beide partijen zich meer wilden wagen aan een strijd om de stad. Een deel van de stadsmuren is hierna waarschijnlijk afgebroken.

### Ontmanteling
In 1665 werd Lochem ingenomen door de Bisschop van Münster tijdens de Eerste Münsterse Oorlog. Het Staatse leger wist Lochem nog datzelfde jaar te heroveren, maar de vestingwerken werden hierna stapsgewijs ontmanteld. In de 18e eeuw was er bijna niets meer van de vesting over.
In de 19e eeuw verdwenen de laatste restanten van de wallen. De Blauwe Toren hield het vol tot 1881, waarna ook de drie stadspoorten werden gesloopt. De gracht werd in 1932 deels gedempt.

## Beschrijving
De eerste versterkingen in de 13e eeuw bestonden uit een stadsgracht en een aarden wal met een houten palissade. In 1330 kreeg Lochem van graaf Reinald II toestemming tot de bouw van de stenen stadsmuur. Deze muur werd voorzien van diverse muurtorens. Op de zuidwesthoek werd de Blauwe Toren gebouwd.
In de stadsmuur bevonden zich drie poorten: de Berg- of Smeepoort, de Molenpoort en de Walderpoort. Volgens een document uit 1312 beschikte Lochem echter al in dat jaar over stadspoorten.
Tussen 1548 en 1555 voegde Marcellus Keldermans rondelen toe aan de stadsmuur. Rondom de stad liet hij een tweede gracht uitgraven. In 1605 voegde Albertus Metius nog drie ravelijnen toe.

### Blauwe Toren
De grootste toren in de stenen stadsmuur uit 1330 was de eveneens in dat jaar gebouwde Blauwe Toren. Deze toren werd in de zuidwesthoek van de stadsmuur geplaatst ter bescherming van deze relatief zwakke plek. De toren diende tevens als gevangenis van het hertogdom Gelre. De naam van de toren is waarschijnlijk afkomstig van de kleur van de blauwgrijze dakpannen of bakstenen.
Bij het beleg van 1606 door Spinola raakte de toren flink beschadigd en pas in 1642 werd overgegaan tot herstel. Begin 18e eeuw werd de toren van een bovenwoning voorzien waar de gerichtsdienaar kon wonen. In 1782 volgde een grote verbouwing: tegen de toren verrees een aanzienlijke uitbreiding van twee verdiepingen hoog.
In 1820 kreeg de gemeente Lochem de toren in eigendom en vestigde er de Fransche School. Na een renovatie en verbouwing van de toren werd deze meisjesschool in 1823 geopend. In 1863 verhuisde de school naar een nieuw pand, waarna de Blauwe Toren werd gebruikt als weeshuis en ziekenhuis. Dit bleek echter weinig succesvol en in 1880 werd besloten de Blauwe Toren af te breken zodat er een nieuwe brug over de stadsgracht kon worden aangelegd.

### Huidige situatie
De voormalige binnengracht is aan de west- en zuidzijde van het centrum behouden. Van de omwalling is alleen een deel bewaard gebleven bij de Lochemse Schouwburg. Verder zijn er straatnamen die herinneren aan de voormalige wallen, zoals de Westerwal, Oosterwal, Noorderwal en Zuiderwal. De Blauwe Torenstraat verwijst naar de in 1881 afgebroken Blauwe Toren.
Op de Noorderwal is in 2022 bij werkzaamheden een deel van de stadsmuur aangetroffen. Ter herinnering aan deze middeleeuwse muur is bovengronds een moderne muur aangebracht.

## Afbeeldingen

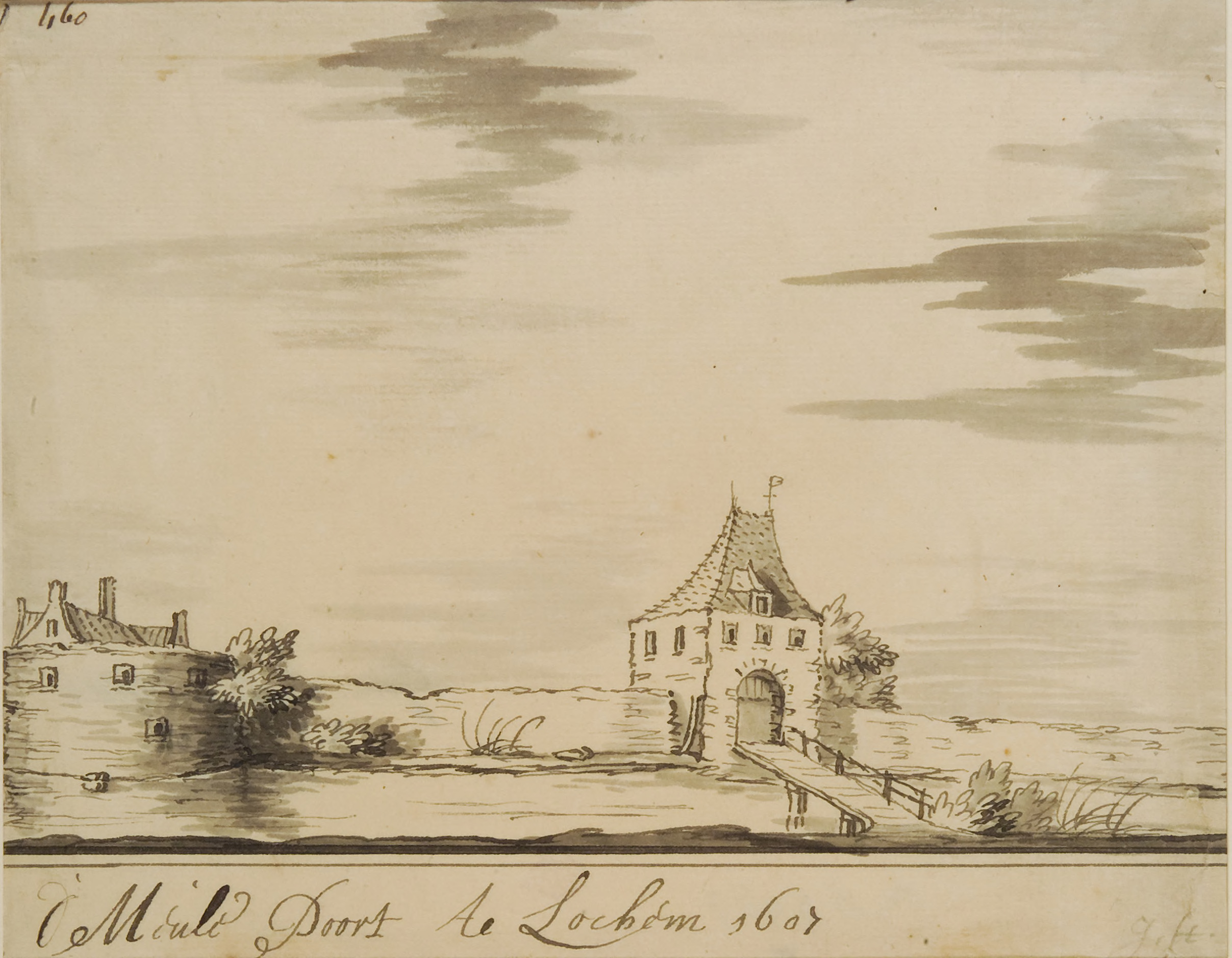
De Meulenpoort in 1607
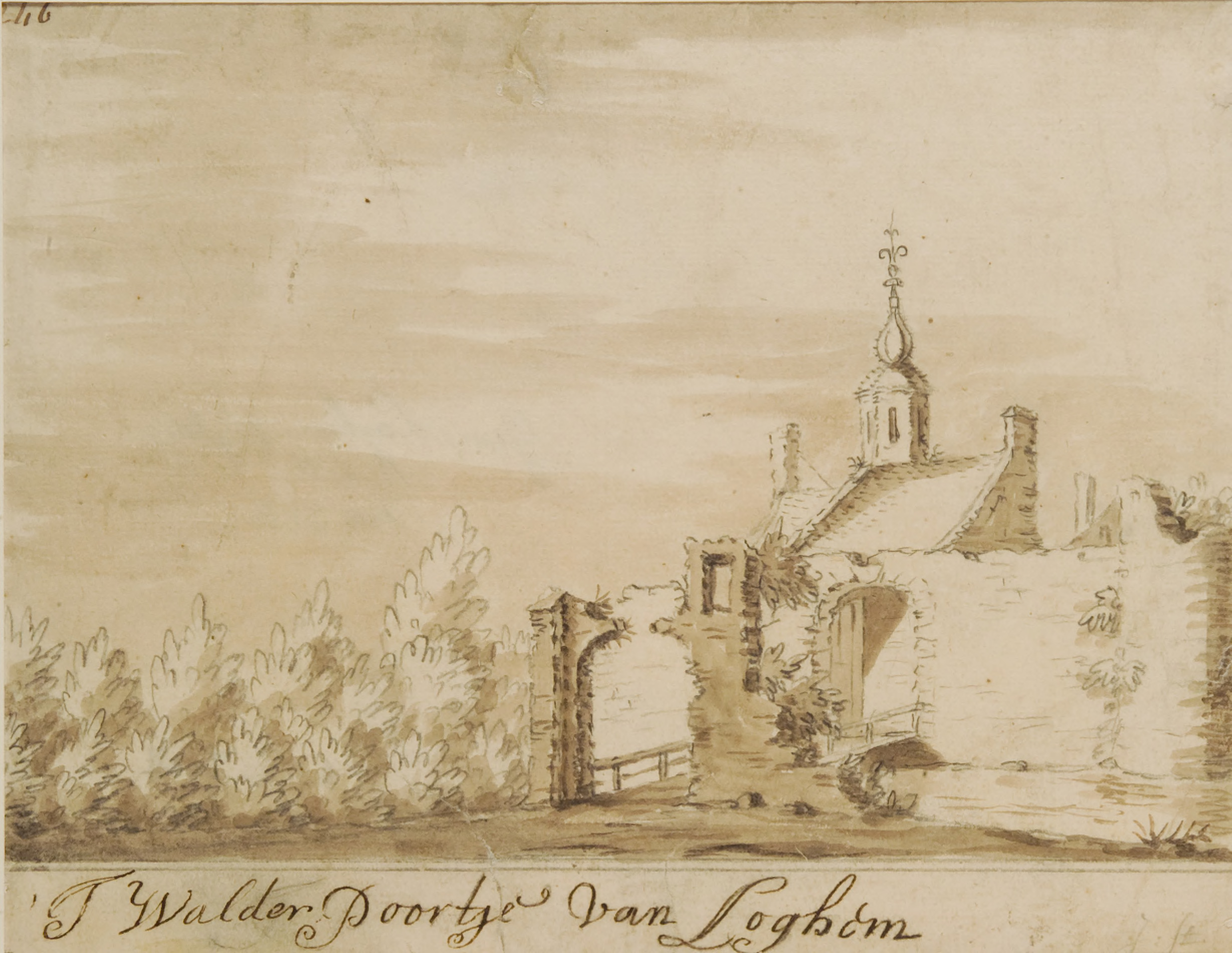
De Walderpoort
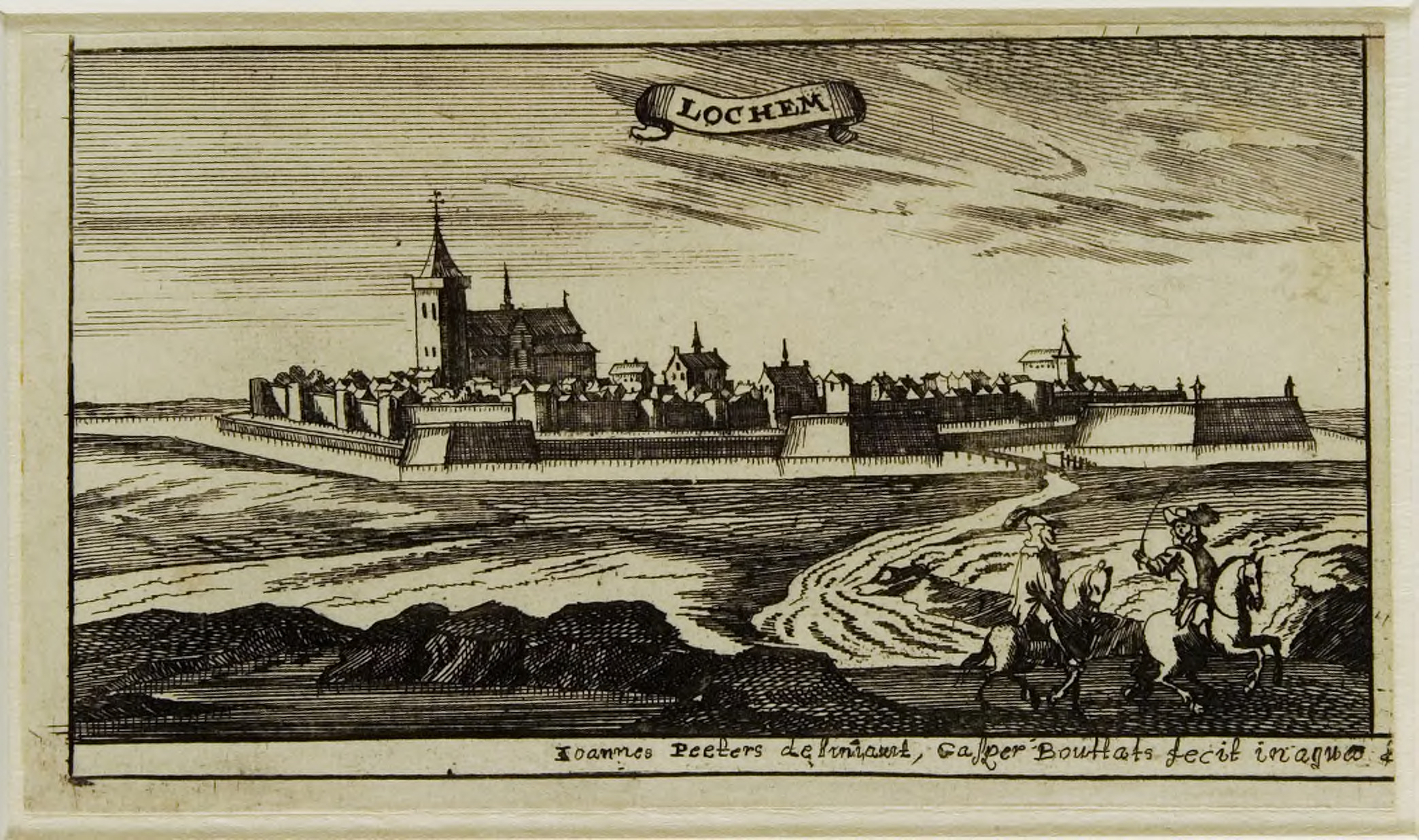
De vestingwerken van Lochem in 1674
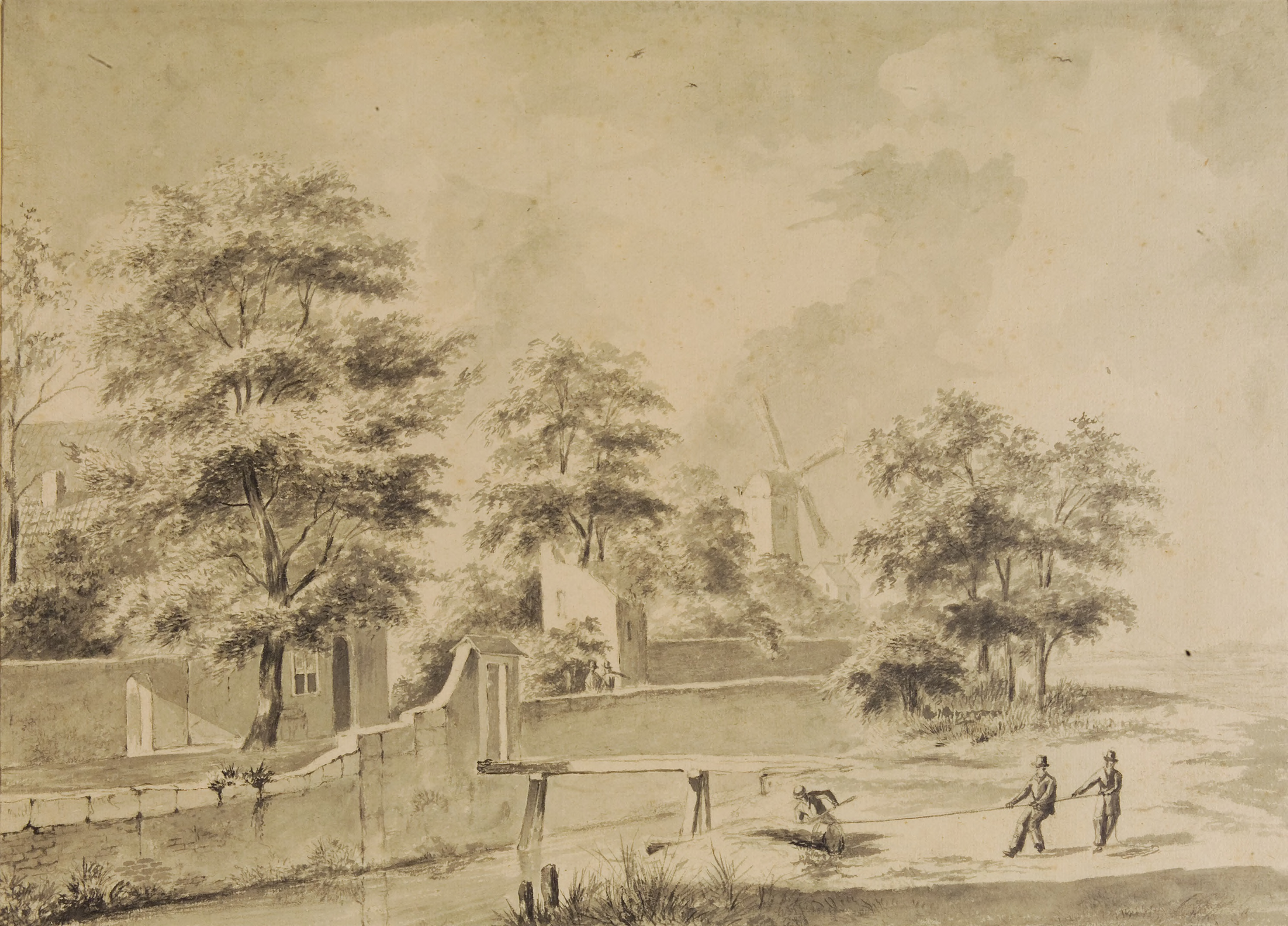
De stadswal in de 19e eeuw
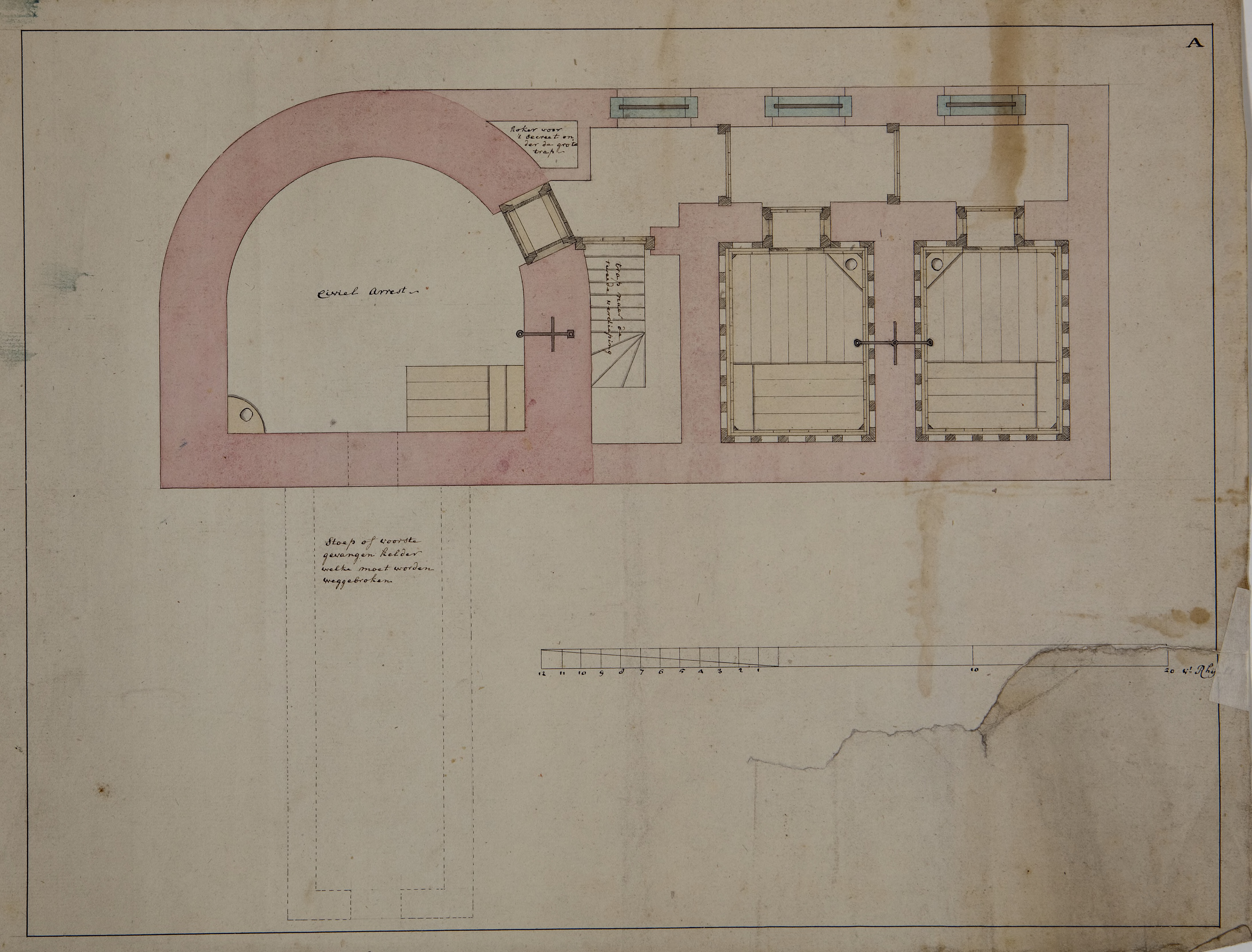
Ontwerp uit 1782 voor de uitbreiding van de gevangenis in de Blauwe Toren
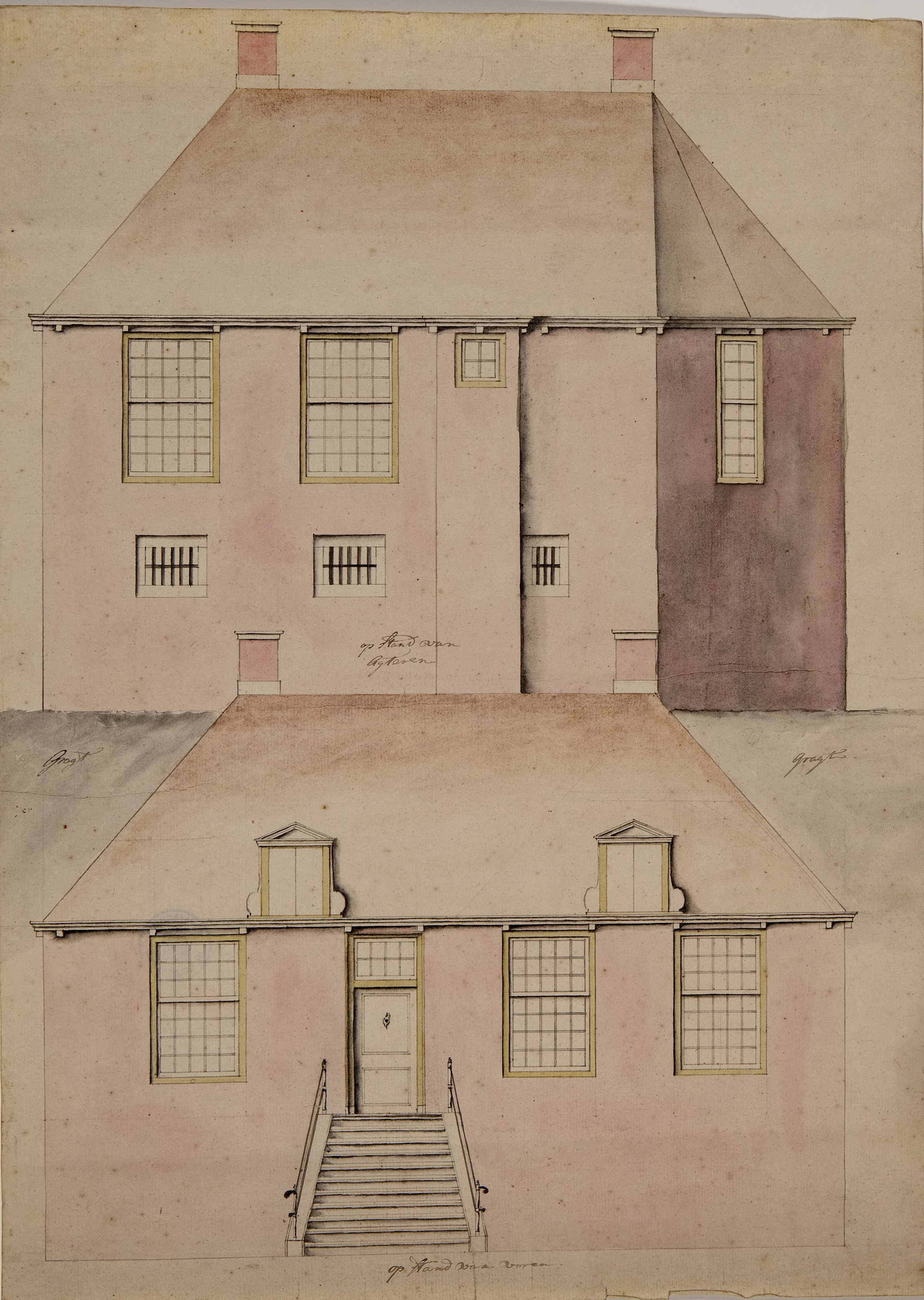
Ontwerp voor de uitbreiding van de Blauwe Toren in 1782

Alkmaar · Amsterdam · Blokzijl · Borculo · Bredevoort · Coevorden · Delden · Enschede · Genemuiden · Goor · Haarlem · Hattem · 's-Hertogenbosch · Huissen · Klundert · Lochem · Maastricht · Montfoort · Naarden · Ommen · Ootmarsum · Rhenen · Roermond · Rijssen · Sittard · Sneek · Steenbergen · Steenwijk · Terborg · Valkenburg · Zaltbommel · Zwartsluis · Zwolle